# أندرياس بوينو
أندرياس بوينو (بالدنماركية: Andreas Bueno)‏ هو منافس ألعاب قوى دنماركي، ولد في 7 يوليو 1988.

## وصلات خارجية
- أندرياس بوينو على موقع الاتحاد الدولي لألعاب القوى (الإنجليزية)
- أندرياس بوينو على موقع الدوري الماسي (الإنجليزية)